# Dolores (Gwatemala)
Dolores – miasto w północnej części Gwatemali w departamencie Petén, leżące w odległości około 80 km na południowy wschód od stolicy departamentu i 30 km od granicy państwowej z Belize, nad rzeką Río Mopan. Jest siedzibą władz gminy o tej samej nazwie, która w 2012 roku liczyła 49 825 mieszkańców. Gmina jak na warunki Gwatemali jest bardzo duża, a jej powierzchnia obejmuje 3050 km².